# Tibor Balog (football, 1966)
Pour les articles homonymes, voir Tibor Balog et Balog.
Tibor Balog, né le 1er mars 1966 à Kakucs en Hongrie, est un footballeur international hongrois, reconverti comme entraîneur, qui jouait au poste de milieu de terrain. Arrivé en Belgique en 1993, il est naturalisé belge en 2002.

## Carrière de joueur
Tibor Balog découvre le football dans sa ville natale de Kakucs. En 1984, il est transféré au MTK-VM Budapest. Lors des deux suivantes, il n'apparaît que trois fois en équipe « Premières ». Il est ensuite prêté durant deux saisons au Váci Izzó MTE pour lequel il inscrit 4 buts en 27 rencontres.
En 1988, Balog revient au MTK-VM où il devient titulaire à part entière. En 130 apparitions, il totalise 37 buts et décroche le titre de vice-champion de Hongrie en 1990.
En 1993, Balog est choisi par le Sporting de Charleroi pour remplacer le Suédois Pär Zetterberg qui retournait à Anderlecht. Malgré ses capacités, Balog ne peut faire oublier le petit prince scandinave. Il laisse toutefois une bonne impression et un bon souvenir aux supporters carolos lors qu'il quitte le club du Pays noir après quatre saisons. Un départ qui ne fut pas des plus aisé. Le Hongrois espère conclure un transfert vers l'AS Nancy mais la direction carolo de l'époque n'accepte pas la transaction. Finalement, Balog atterrit dans le championnat israélien au Ironi Ashdod, où il évolue deux saisons avant de passer à l'Hapoël Beer-Sheva.
Après son épisode israélien, Balog revient en Belgique pour porter le maillot du RAEC Mons alors dirigé par Thierry Pister. Balog termina sa carrière de joueur au R. ACS Couiillet où il occupe un temps la fonction de joueur-entraîneur.

### International hongrois
Le 15 novembre 1988, il fête sa première cape en équipe nationale hongroise lors qu'il est appelé au jeu, en Grèce, après 79 minutes d'une rencontre comptant pour les éliminatoires de la Coupe du monde 1990. Il totalise sa 37e et dernière cape, le 2 avril 1992 à l'occasion d'une partie amicale contre l'Australie.
Balog inscrit deux buts pour le compte de son équipe nationale « A ». Pour le premier, il transforma un penalty pour égaliser lors d'une victoire (1-2) contre l'Inde pendant la « Coupe Nehru » en janvier 1991. Le second goal est le troisième but de son équipe lors d'un match amical à Dublin en mai 1993 et une victoire (2-4) face à l'Irlande.
Son plus beau souvenir est, malgré la défaite 3-0, d'avoir pu fouler le fameux gazon de Wembley. C'était le 18 mai 1996 lors d'une rencontre amicale en et contre l'Angleterre qui se préparait pour l'Euro 96 qu'elle allait organiser peu après.

## Carrière d'entraîneur
Après avoir été joueur-entraîneur de Couillet, Tibor Balog rejoint les cadres techniques du Sporting de Charlerloi où il dirige la sélection « Espoirs ».
Lors de la saison 2010-2011, alors que le club devient un gros consommateur d'entraîneur, il effectue une pige à la tête de l'équipe « Premières », après le licenciement de l'Écossais Tommy Craig. Il redevient « T2 » lorsque Luka Peruzovic est appelé à la tête de l'équipe, lors de la tentative désespérée de sauvetage en fin de saison.
À partir de la fin du mois de septembre 2011, Balog assure de nouveau l'intérim à la tête de l'équipe « A », après que Jos Daerden eut été remercié à la suite d'un début de saison trop chaloupé en Division 2 au goût du Président Abbas Bayat. Les résultats meilleurs enregistrés par Charleroi font qu'il pourrait être confirmé dans le rôle d'entraîneur principal. Il fut licencié par Abbas Bayat le 22 février 2012. 
En juin 2012, il est nommé entraîneur principal de l'UR La Louvière Centre. Cependant, avec des résultats mitigés, il est licencié du club début octobre 2012.
En juin 2013, Balog accepte la proposition de l'Olympic Charleroi et succède à Yves Soudan au poste d'entraîneur principal. Le 12 avril 2015, il remporte le championnat de Provincial 1 et permet aux "Dogues" de retrouver la Promotion. La saison suivante, soit en 2015-2016, le "ROCCM", toujours sous la conduite de Balog, survole encore sa série qu'il remporte, gagnant ainsi le droit de rester au 4e niveau (D2 Amateur) du football belge qui connaît une grande réforme hiérarchique. Toutefois, ses rapports avec la direction du club s'étant dégradés, il se voit démis de ses fonctions le 26 août 2016, quelques jours à peine avant le début du championnat 2016-2017.
Le 3 octobre 2016, il devient pour la deuxième fois entraîneur principal de l'UR La Louvière Centre, assisté par Michaël Paci dans le rôle de « T2 ». Il succède à Jean-Louis Meynaert, démissionnaire en raison du début de saison décevant de l'équipe. Il mènera l'équipe à la quatrième place, qualificative pour le Tour Final. Toutefois, les « Loups » se verront éliminés aux tirs au but lors du premier tour face à l'Olympic Charleroi. Lors de la saison 2017-2018, après un début de championnat et un parcours en Coupe de Belgique enthousiasmants, l'équipe connaîtra une sérieuse baisse de régime et il sera logiquement remercié le 31 janvier 2018, remplacé par la suite par l'entraîneur français Xavier Robert.